# Indicatif régional 929

Carte de l'État de New York (en bleu et rouge) avec les territoires de ses indicatifs régionaux. Le territoire de l'indicatif régional 929 est en rouge. Le numéro de l'indicatif régional 929 ne figure pas sur la carte au côté des indicatifs 347, 718 et 917, parce qu'il a été introduit après la création de la carte.

L'indicatif régional 929 est l'un des multiples indicatifs téléphoniques régionaux de l'État de New York aux États-Unis.
Cet indicatif dessert les sections suivantes de la ville de New York :
- les arrondissements de Brooklyn, Queens, Bronx et Staten Island
- ainsi que le quartier Marble Hill de l'arrondissement de Manhattan.

La carte ci-contre indique en rouge le territoire couvert par l'indicatif 929.
L'indicatif régional 929 fait partie du Plan de numérotation nord-américain.